# Keltsko more
Keltsko more (eng. Celtic Sea, irs: An Mhuir Cheilteach, vel. Y Mor Celtaidd, korn. An Mor Keltek, bret. Ar Mor Keltiek, fra. La Mer celtique) predstavlja rubno more sjevernog Atlantika između Irske, Walesa, Engleske i Francuske. 
Obuhvaća bazen između južnih obala otoka Irske na zapadu, južnog Walesa i jugozapadne Engleske (Cornwall i Devon) na istoku te najzapadnijeg dijela obale Bretanje (Francuska) na jugoistoku. Na sjeveru je omeđen Prolazom Svetog Jurja kojime je spojen s Irskim morem. Između Engleske i Bretanje je La Manche, dok je na jugoistoku Biskajski zaljev. Prema otvorenom oceanu proteže se do granica kontinentalnog Keltskog šelfa i prati izobatu od 200 metara, koja ide njegovim vanjskim rubom. Keltski šelf se potom naglo (gotovo okomito) spušta prema oceanskom dnu. Dubina u sjeveroistočnom dijelu iznosi između 90 i 100 metara i postupno se povećava prema Prolazu Svetog Jurja. U tom dijelu mora, reljef dna je dosta jednoličan i ravan. 
Nešto istočnije pojavljuju se pješčani lukovi, nastali djelovanjem plimskih valova u razdobljima nešto niže razine mora, koji poput grebena razdvajaju nešto dublje doline na dnu (dubine za 50 m veće od istočnog dijela mora). Reljef dna južno od 50° sjeverne zemljopisne širine znatno kompleksniji i raznovrsniji.
Na dnu Keltskog mora nisu pronađena značajnija ležišta nafte i plina.
U geopolitičkom smislu njegov akvatorij je podijeljen između Irske, Francuske i Ujedinjenog Kraljevstva.